# Anthony Wood

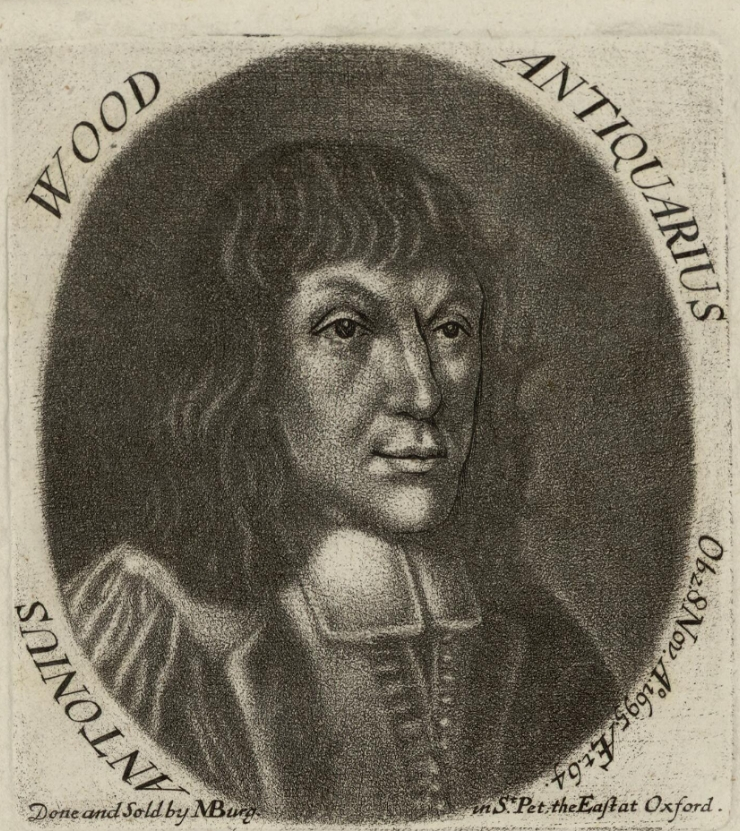
Antonius Wood, Mezzotinto von Michael Burghers (um 1647/8–1727)

Anthony Wood (* 17. Dezember 1632 in Oxford; † 18. November 1695 ebenda) war ein britischer Wissenschaftshistoriker (Antiquar), der die Geschichte der University of Oxford schrieb.

## Leben und Wirken
Wood besuchte ab 1641 die New College School in Oxford und ab 1644 die Grammar School in Thame, was aber durch die Wirren des Englischen Bürgerkriegs unterbrochen wurde. Danach wurde sein Bruder Edward (1627–1655) sein Tutor am Trinity College in Oxford, während seine Mutter zu seinem Leidwesen ständig versuchte, ihn in eine Lehre zu geben. 
Ab 1647 war er am Merton College in Oxford, wo er als Postmeister beschäftigt war und studierte. 1655 erhielt er den Master-Abschluss (M.A.) und gab im Folgejahr Predigten seines verstorbenen Bruders heraus. Er begann, sich mit der Geschichte der Universität Oxford zu befassen, was 1674 in die Publikation von Historia et antiquitates Universitatis Oxoniensis führte (er lieferte ein englisches Manuskript, das ins Lateinische übersetzt wurde), gedruckt im Auftrag des Dekan des Christ Church Colleges John Fell (1625–1686). Im Jahr 1678 wurden ihm zeitweise die Akten der Universität, die er seit 1660 verwaltete, entzogen, da man ihn verdächtigte Teil der Papisten-Verschwörung zu sein bzw. insgeheim dem katholischen Glauben zu folgen. Er leistete daraufhin einen Eid auf den König als Oberhaupt der Church of England. Wood arbeitete weiter an seinem Hauptwerk Athenae Oxonienses: an Exact History of all the Writers and Bishops who have had their Education in the University of Oxford from 1500 to 1690 (sowie zugehörigen Fasti), das 1691/92 in London veröffentlicht wurde. 
1693 wurde er wegen übler Nachrede in Bezug auf Edward Hyde, 1. Earl of Clarendon, von der Universität verwiesen. Er starb wenige Jahre später und wurde in der Kapelle des Merton College beerdigt. Sein Neffe Thomas Wood übernahm daraufhin in mehreren Schriften die Verteidigung des Buches gegen Angriffe von Kritikern.
Er hinterließ Tagebücher (von 1657 bis 1695) und eine Autobiographie.
Er heiratete nie und hatte an der Universität Oxford keine offiziellen Ämter.

## Schriften (Auswahl)
- Athenae Oxoniensis. 2 Bände, London 1691–1692 (Band 1, Band 2).
  - 2. Auflage. London 1721.
  - Neue, erweiterte Auflage. 4 Bände, London 1813–1820 (Band 1, Band 2, Band 3, Band 4) – herausgegeben von Philip Bliss.
    - Oxford 1848 (Digitalisat).
- Historia et antiquitates universitatis Oxoniensis. 2 Bände, Oxford 1674 (Band 1, Band 2).
  - The History and Antiquities of the Colleges and Halls in the University of Oxford, with a continuation. 2 Bände 1786, 1790 (Herausgeber John Gutch)

postum
- The ancient and present state of the city of Oxford […]. London 1773 (Digitalisat) – mit Ergänzungen von John Peshall.
- The History and Antiquities of the University of Oxford. 3 Bände, 1792–1796.
- Andrew Clark (Hrsg.): Survey of the Antiquities of the City of Oxford, composed in 1661–66 by Anthony Wood, Oxford Historical Society. 3 Bände. 1889–1899
- Andrew Clark (Hrsg.): The Life and Times of Anthony Wood, antiquary, of Oxford, 1632–1695, described by Himself. 5 Bände, Clarendon Press, Oxford 1891–1900